# Alexei Andrejewitsch Tupolew
Alexei Andrejewitsch Tupolew (russisch Алексей Андреевич Туполев, wiss. Transliteration Alexej Andreevič Tupolev; * 20. Mai 1925 in Moskau; † 12. Mai 2001 ebenda) war ein sowjetischer Flugzeugkonstrukteur bei Tupolew.
Wie sein Vater Andrei Nikolajewitsch Tupolew wurde auch der Sohn Flugzeugingenieur. Nach dem Abschluss der Schule 1942, während der Umsiedlung nach Omsk, wo sein Vater ein neues Experimental-Konstruktionsbüro (OKB) übernahm, arbeitete er zum ersten Mal an der Seite seines Vaters.
Seine erste Aufgabe, die er als Konstrukteur zu erfüllen hatte, war die Entwicklung eines Flugzeugrumpfhecks aus Holz für die Tu-2. Diese Entwicklung wurde aufgrund der Metallknappheit während des Zweiten Weltkrieges auch in die Produktion übernommen.
Nach der Rückkehr nach Moskau 1943 und seinem Abschluss am Moskauer Institut für Luftfahrt im Jahr 1949 trat er endgültig in die Dienste des Konstruktionsbüros. In dieser Zeit arbeitete er u. a. an der Entwicklung des Langstreckenbombers Tu-16 mit.
Er übernahm 1963 die Position eines Chefkonstrukteurs im OKB-156 und wurde 1973 zu dessen Generalkonstrukteur und Leiter ernannt. Bereits seit 1966 leitete er faktisch an Stelle seines Vaters das OKB. Im Februar 1992 wurde er wegen Nichteinhaltung von Terminen während der Erprobung der Tu-204 als solcher abgelöst, führte aber ab Ende des Jahres in einer Funktion als Berater seine Tätigkeit bei Tupolew fort.
Unter anderem war er der Chefkonstrukteur der ersten sowjetischen Überschallpassagiermaschine der Tu-144. Daneben war er verantwortlicher Chefkonstrukteur der beiden Schwenkflügelbomber Tu-22M und Tu-160. Außerdem unterstützte er die Entwicklung der sowjetischen Raumfähre Buran.
Seit 1959 war er Mitglied der KPdSU. Von 1975 bis 1989 war er Abgeordneter des Obersten Sowjet der UdSSR.

## Auszeichnungen und Ehrungen
Tupolev erhielt folgende Auszeichnungen:
- Orden des Roten Banners der Arbeit (1966)
- Staatspreis der UdSSR (1967)
- dreimal Leninorden (1971, 1972, 1975)
- Held der sozialistischen Arbeit (1972)
- Leninpreis (1980)
- Orden der Oktoberrevolution (1989)
- seit 1979 Korrespondierendes Mitglied der Sowjetischen Akademie der Wissenschaften, seit 1984 Akademiemitglied[3]